# Africada retrofleja lateral sorda
La africada lateral retrofleja sorda es un tipo de sonido consonántico, que se usa en algunos idiomas hablados. El símbolo en el Alfabeto Fonético Internacional es ⟨ʈ͜ɭ̊˔⟩.

## Características
•Su modo de articulación es la africada .
•Su punto de articulación es retroflejo, lo que prototípicamente significa que está articulado subapicalmente (con la punta de la lengua doblada hacia arriba), pero más generalmente significa que es posalveolar sin palatalizarse. Es decir, además de la articulación subapical prototípica, el contacto de la lengua puede ser apical (puntiagudo) o laminal (plano).
•Su fonación es sorda, lo que quiere decir que se produce sin vibraciones de las cuerdas vocales.
•Es una consonante oral, lo que significa que el aire solo puede escapar por la boca.
•Es una consonante lateral, lo que significa que se produce dirigiendo el flujo de aire hacia los lados de la lengua en lugar de hacia el medio.
•El mecanismo del flujo de aire es pulmonar, lo que significa que se articula empujando aire solo con los pulmones y el diafragma, como en la mayoría de los sonidos.

## Aparece
| idioma       | idioma           | Palabra               | AFI                   | Significado | Notas                                |
| ------------ | ---------------- | --------------------- | --------------------- | ----------- | ------------------------------------ |
| Kamkata-vari | Dialeto Kamdeshi | [ ejemplo requerido ] | [ ejemplo requerido ] |             | Fonéticamente una secuencia de /ʈl/. |